# Zoo am Meer
Der Zoo am Meer in Bremerhaven ist ein Themenzoo mit Spezialisierung auf wasserlebende und nordische Tierarten. Er liegt direkt am Deich der Unterweser am Willy-Brandt-Platz nahe dem Großen Leuchtturm. Er ist Teil der Havenwelten im Neuen Hafen. Er ist der kleinste wissenschaftlich geleitete Zoo Europas.

## Geschichte
Was mit einem Nordseeaquarium 1912/13 begann – es hatte 30 Schaubehälter und war im Kellergeschoss der Strandhalle am Weserdeich eingerichtet – wurde am 24. Juni 1928 mit der Eröffnung der „Tiergrotten“ (ursprünglicher Name) fortgesetzt. Nördlich der Strandhalle – im Bereich des Außendeiches – war der Zoo mit Gehegen, Volieren, Warmhäusern, Wasserbecken und Meerwasser-Aquarien angelegt worden.
Bei der Februarflut 1962 wurde der Zoo teilweise überschwemmt und viele Tiere wie Waschbären, Stachelschweine, Nasenbären und kleinere Affen ertranken oder wurden durch einstürzende Mauern erschlagen.
Nach einem Umbau 1976 folgte im Jahre 2000 eine vorübergehende Stilllegung für eine Neukonzeption der gesamten Anlage. Mit dem neuen Namen „Zoo am Meer“ ist am 27. März 2004 eine Anlage eröffnet worden, die Tiere in einer naturnahen Umgebung zeigt. Der Schwerpunkt liegt weiterhin auf Meerestieren, jedoch mit nur wenigen Fischen und Krustentieren.
Die Direktoren des Zoos waren:
- 1913–1931 Heinrich Lübben
- 1932–1934 Otto Stocker
- 1934–1953 Hermann Junker
- 1953–1972 Kurt Ehlers
- 1972–1980 Götz Ruempler
- 1980–2000 Rüdiger Wandrey
- seit 2001 Heike Kück

## Zoo heute
Der gesamte Zoo ist als begehbare Felsenlandschaft gestaltet. Großzügigere Gehege ohne Gitter und Wasserbecken mit großen Scheiben mit mehreren Sichtzugängen ermöglichen eine Beobachtung der Tiere an Land und im Wasser. Eine Videoanlage ermöglicht die zusätzliche Beobachtung der Eisbärenanlage. In der Felsenlandschaft integriert ist ein begehbares Aquarium, welches auch für Feierlichkeiten gemietet werden kann.
Der Bestand umfasst ca. 280 Tiere in 47 Arten mit Spezialisierung auf wasserlebende und nordische Tierarten, darunter Eisbären, Basstölpel, Robben und die bedrohten Humboldtpinguine, um deren Nachzucht sich der Zoo bemüht. Ergänzend zu den Seetieren sind weitere Tierarten wie Schimpansen, Pumas und Keas Teil des Artenspektrums.
2013 wurde ein Nordseeaquarium eingerichtet. Inhaltlich ist es auf das Thema „Einfluss des Menschen auf die Nordseefauna“ ausgerichtet. In neun  Aquarien von 1.000 bis 100.000 Liter (insgesamt 200.000 l) werden in inszenierten Unterwasserwelten verschiedene Lebensräume der Nordsee und darin rund 500 Meerestiere aus 54 Arten gezeigt.
Die Hauptzielgruppe des Zoos am Meer sind Familien mit kleinen Kindern. Er hat daher einen großen Spielplatz mit Piratenschiff zum Klettern und Streicheltiere. Ferner gibt es ein Restaurant und Toilettenanlagen.
Eine Aussichtsplattform erlaubt einen Überblick über die Wesermündung und die Beobachtung der vorüberfahrenden Schiffe. Der Besucher kann so gleichzeitig auf den Lebensraum der Meerestiere schauen. Die Wasserbecken sind teilweise so gestaltet, dass ein fließender optischer Übergang zwischen den Gehegen und dem Meer entsteht.

## Trivia

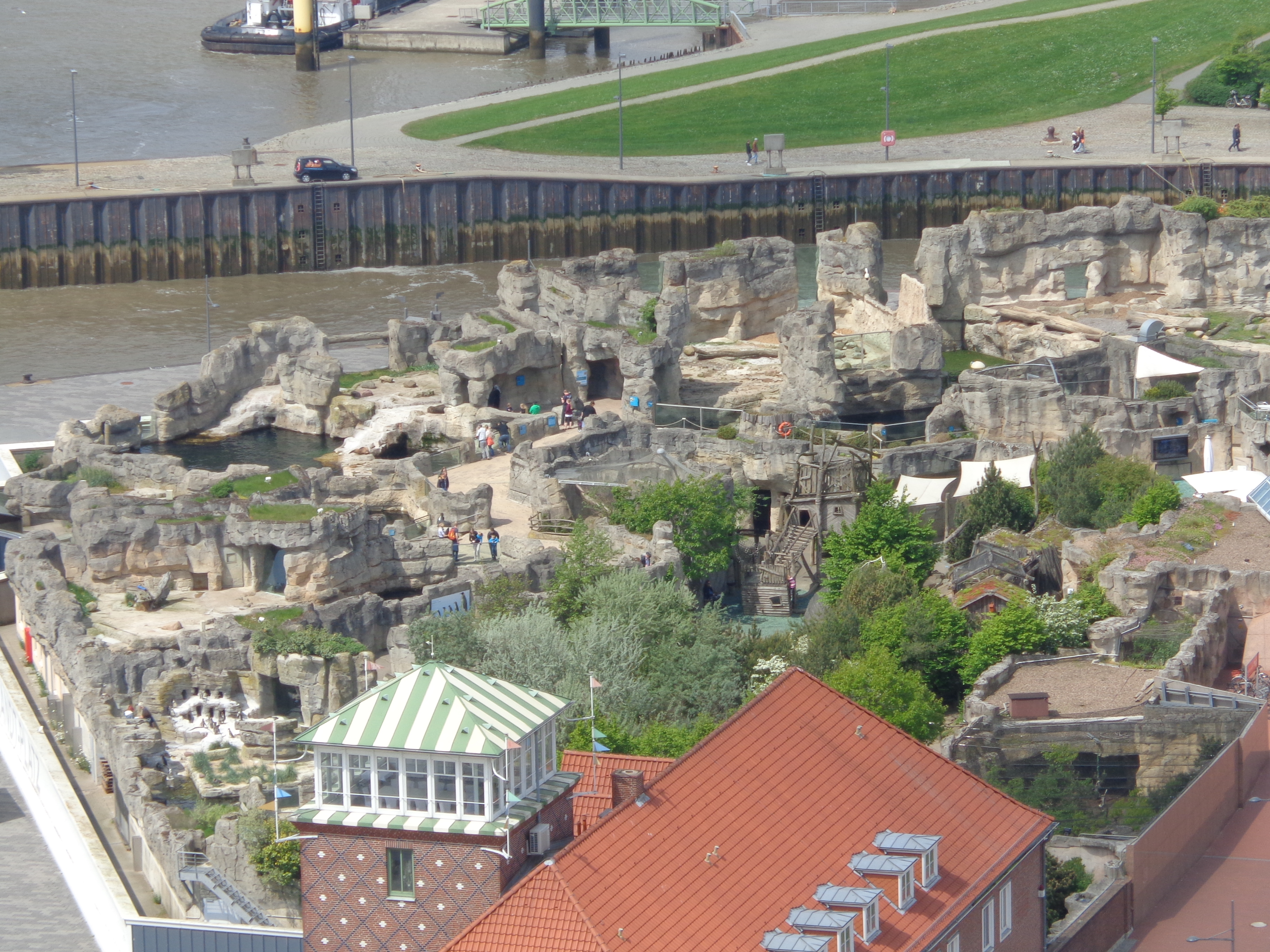
Das Zoogelände im Jahr 2017

Nach 41 Jahren ohne Eisbärennachwuchs brachte das Eisbärenweibchen Valeska am 16. Dezember 2013 zwei Junge zur Welt, von denen aber eines tot aufgefunden wurde. Aus Sorge um das verbliebene Junge wurden die Bremerhavener Bevölkerung und ihre Gäste sowohl von der Zooleitung als auch der Politik gebeten, zum Jahreswechsel 2013/14 kein Silvesterfeuerwerk in der näheren Umgebung zu zünden. Der angrenzende Willy-Brandt-Platz wurde aus diesem Grund temporär gesperrt. Seit 19. März 2014 wird das Eisbär-Jungtier Lale genannt.
Der Zoo ist einer von drei Drehorten der ARD-Serie „Seehund, Puma & Co.“
Überregionale Bekanntheit erlangte der Zoo am Meer Anfang 2005, als die deutsche und später die weltweite Presse über die homosexuellen Humboldtpinguine berichteten. Es gab einen Überschuss an männlichen Tieren, so dass sich männliche Paare bildeten, die teilweise versuchten, Steine auszubrüten. Selbst als in den Jahren 2005 und 2006 weibliche Tiere aus anderen Zoos beschafft wurden, gaben die männlichen Paare ihre Beziehung nicht wieder auf. Als 2009 ein Ei von einem heterosexuellen Paar verstoßen wurde, wurde es in das Nest eines schwulen Pärchens gelegt, von diesen auch angenommen, ausgebrütet und aufgezogen.

## Verkehr

### ÖPNV
In der ersten Hälfte der 1960er-Jahre gab es in der Bürgermeister-Smidt-Straße eine Haltestelle mit dem Namen Strandhalle/Tiergrotten.
Die Anbindung erfolgt durch die Linien 502, 504, 505, 506, 508, 509, HL, ML und NL der Bremerhavener Versorgungs- und Verkehrs-GmbH über die Bushaltestelle Havenwelten.